# Can Planes (Anglès)
Can Planes és una gran masia fortificada de planta quadrada al municipi d'Anglès protegida com a bé cultural d'interès local. Una masia que pels seus trets constitutius s'enquadraria dins d'una tercera tipologia o família de que comparteixen tots una sèrie de trets comuns, com ara el fet de tenir una coberta a quatre vessants. Solen ésser les masies més benestants i de caràcter més senyorial. Algunes tenen una procedència antiquíssima, resultat de la rehabilitació de velles fortificacions medievals. Els exemples més corrents són de construcció relativament recent: segles xvii, xviii i xix. Va ser edificada en una sola etapa, el que dona lloc a una arquitectura compositivament ordenada i de caràcter senyorial moltes vegades.

## Arquitectura
L'edifici presenta planta baixa, dos pisos i unes golfes que només ocupen la part central. La masia està coberta amb una teulada a quatre vessants, mentre que el petit altell a la part central, està cobert amb una teulada a dues aigües.
De les quatre façanes que presenta la masia, destaquen especialment les façanes orientada a llevant i a migdia. Pel que fa a la primera —llevant— en origen havia set la façana principal i té tres plantes. En la planta baixa hi ha quatre obertures, ha destacar especialment tres, les quals són de mida minúscula i que han rebut un tractament bastant similar, és a dir: rectangulars i emmarcades per muntants de pedra. Destaca en especial l'obertura central amb llinda monolítica conformant un arc pla i muntants de pedra ben escairats. En el centre de la llinda hi ha un motiu ornamental triangular de caràcter floral i la nomenclatura antiga —número 12— com també motius decoratius en el basament dels muntants en forma de pinacles. En l'actualitat aquesta obertura és tapiada, però en origen era l'accés principal quan la façana de llevant era la principal.
El primer pis o planta noble té tres obertures de similar tipologia: rectangulars, amb llinda monolítica conformant un arc pla, muntants de pedra ben escairats, ampit treballat i motius decoratius en el basament dels muntants en forma de pinacles. De les tres destaca en especial la central, ja que a part de tots els altres elements citats a més a més disposa de guardapols, petxines en les impostes i el llinda alberga una inscripció interessant. La inscripció de la llinda invoca a Jesús i a la Verge Maria i recorda el nom i l'any de qui va encarregar les obres de reforma de la masia. Diu així:
S A L V A T O R · PLANES · 

Finalment en el segon pis també hi ha tres obertures, les quals recullen els mateixos tres que les del pis anterior, és a dir: rectangulars, amb llinda monolítica conformant un arc pla, muntants de pedra ben escairats, ampit treballat, motius decoratius en el basament dels muntants en forma de pinacles. Ara bé es desmarquen una mica de les anteriors perquè les tres contenen el motiu ornamental triangular de caràcter floral en el centre de la llinda. Ara bé, aquesta segona planta sobresurt pel petit torricó de defensa que realça i emfasitza l'aspecte i el caràcter de fortificació que té la masia. De planta circular i coronat amb una creu de ferro forjat, en el basament es pot veure que es van reutilitzar elements de construcció recuperats com ara una pedra de molí i la imposta d'una finestra.
Pel que fa a la façana orientada a migdia, la planta baixa té tres obertures de les quals destaquen en especial per una banda, el gran portal adovellat d'arc de mig punt amb unes dovelles de grans proporcions molt ben escairades. Mentre que per l'altra una finestra lateral amb muntants, ampit i pinacles en el basament i amb la data de 1662 en el centre de la llinda.
Al primer pis o planta noble es torna a repetir el mateix programa de tres obertures amb les mateixes característiques, és a dir: rectangulars, amb llinda monolítica conformant un arc pla, muntants de pedra ben escairats, ampit treballat i pinacles en el basament. L'única diferència és que la central recull la data de 1648 en el centre de la llinda. Al seu cantó s'observa els dos grans tirans de ferro que travessen interiorment tota la casa de punta a punta amb l'objectiu de reforçar-la i sustentar-la.
Al segon pis hi ha tres obertures: en el centre una finestra doble i en els laterals dues finestres més - una cada costat respectivament-. Les tres són projectades amb l'arquetípica solució de llinda monolítica, muntants, ampit i pinacles en el basament.
Finalment a manera d'apunt a part del torricó, l'aspecte de fortificació total de la masia queda realçat per l'entrada principal que inclou un gran portal d'arc de mig punt lleument rebaixat, amb dovelles de grans proporcions, amb muntants de pedra ben escairats i coronat per un frontó triangular rematat per uns motius en ceràmica que imita un cistell amb fruites flanquejat per dos florons.